# Vijećnica
La Vijećnica (in bosniaco, croato e in serbo Градска вијећница Сарајево?, Gradska vijećnica Sarajevo, ossia sala di lettura municipale) è un edificio pubblico storico di Sarajevo, monumento nazionale, che oggi ospita la sede del municipio. Il progetto originale è dell'architetto ceco Karel Pařík, che però, in seguito alle critiche del governatore Benjamin Kallay, venne modificato. È il più vasto e rappresentativo edificio del periodo austro-ungarico in tutta Sarajevo. Venne utilizzato prima come municipio e poi dal 1949 come biblioteca. L'edificio, andato in fuoco il 25 agosto 1992, venne riaperto il 9 maggio 2014.

## Storia

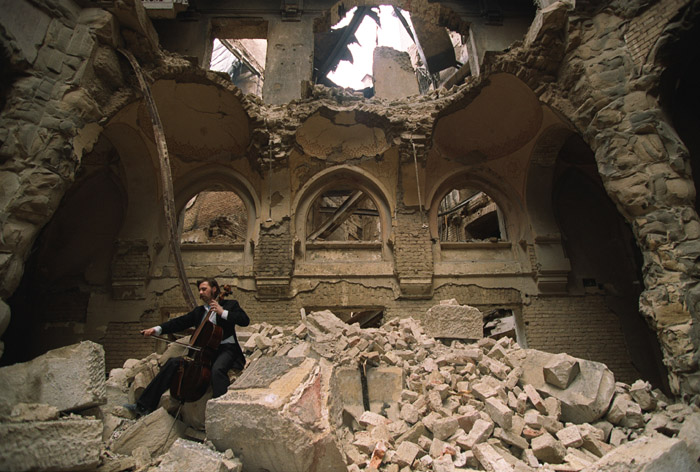
Vedran Smailović suona il violoncello sulle rovine della Biblioteca Nazionale, 1992

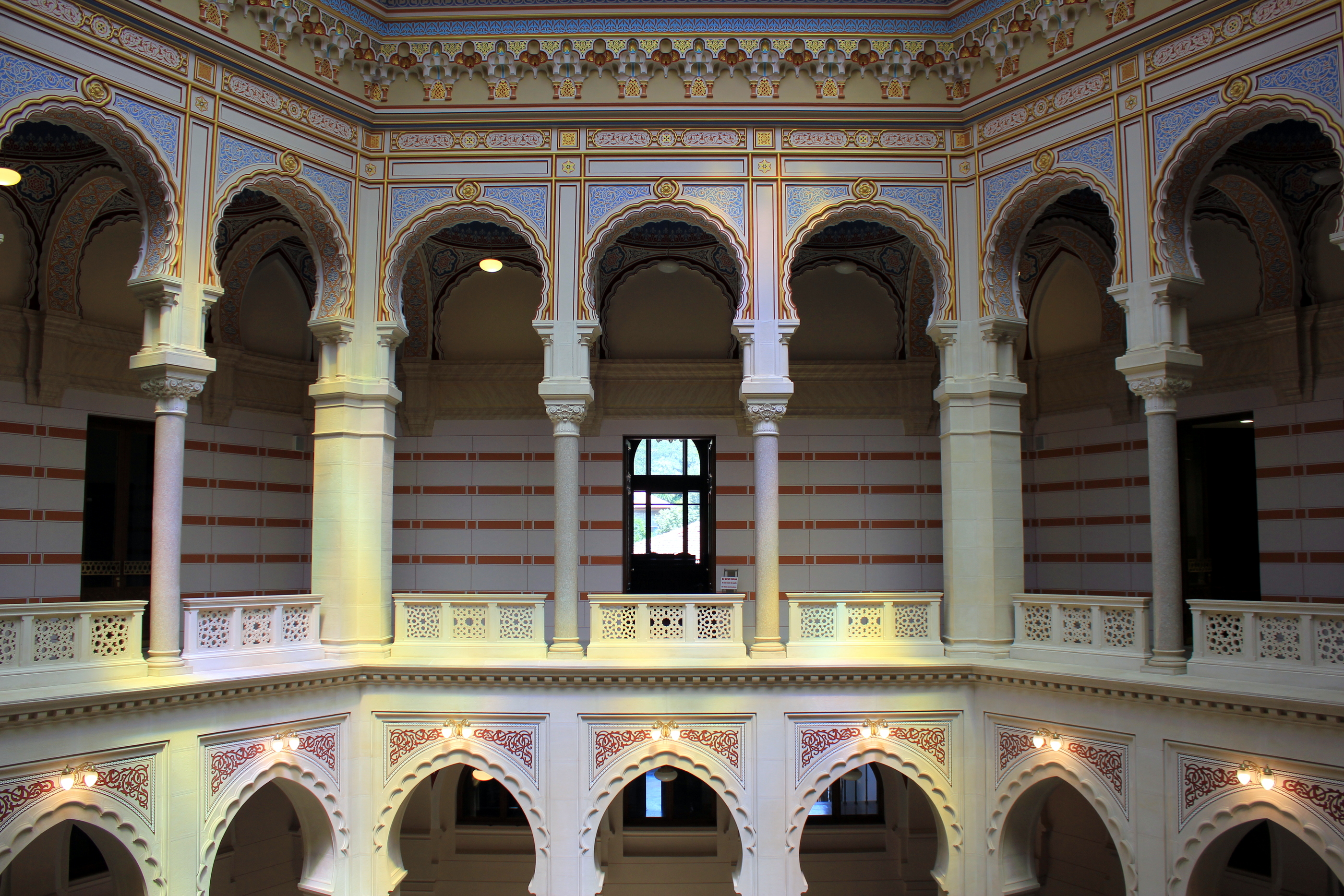
Gli interni dopo il restauro

Alexander Wittek, che lavorò al progetto tra il 1892 ed il 1893, ebbe dei problemi di salute e morì in un manicomio di Graz nel 1894. I lavori vennero perciò portati a termine dal croato Ćiril Iveković. L'edificio fu costruito in stile pseudo-moresco e l'architetto si ispirò all'arte islamica, in particolare all'Alhambra in Spagna e ad alcune moschee del Nordafrica.
I lavori iniziarono nel 1892 e l'edificio fu completato nel 1894 per un costo di 984.000 corone, di cui 32.000 spese per impianti ed arredi. Venne inaugurato ufficialmente il 20 aprile 1896, e utilizzato come municipio fino al 1949 quando nella Vijećnica venne trasferita la Biblioteca nazionale ed universitaria di Bosnia ed Erzegovina.
Il 25 agosto 1992, delle granate serbe, nel contesto dell'assedio di Sarajevo, causarono la completa distruzione della biblioteca. Prima dell'attacco la biblioteca ospitava 1,5 milioni di volumi e più di 155.000 libri rari e manoscritti. Si trattò del più grande incendio deliberato di una biblioteca nella storia contemporanea . Alcuni cittadini e bibliotecari tentarono di portare in salvo alcuni testi anche se erano sotto il tiro dei cecchini. La bibliotecaria Aida Buturović di 32 anni perse la vita mentre era intenta a salvare dalle fiamme alcuni libri.
La maggioranza del libri non si salvò. Si conta che circa il 90% del patrimonio della biblioteca andò perduto. Il rinnovo della struttura fu invece programmata in quattro fasi: La prima che comprende il periodo 1996-1997 (finanziata con una donazione della Repubblica d'Austria), quella del 2000-2004 (finanziata con una donazione della Commissione europea insieme alla città di Barcellona e altri donatori). La terza fase si concluse nel settembre 2012 con un costo stimato di 4,6 milioni di marchi bosniaci (circa 2,37 milioni di euro) e fece tornare il municipio al vecchio splendore. La quarta fase iniziò appena dopo che  durò 2 mesi. Si concluse a fine 2013 e costò circa 14 milioni di marchi bosniaci (circa 7,23 milioni di euro). Nella fase finale vennero ricostruiti gli interni (quadri, sculture, libri), in modo che l'edificio potesse tornare pienamente in funzione. Il costo totale del restauro si aggira intorno ai 25 milioni di marchi bosniaci (circa 13 milioni di euro).
L'edificio, ora monumento nazionale, ospita diversi eventi come concerti ed esibizioni.

## Riapertura
Dopo anni di restauro, l'edificio venne riaperto il 9 maggio del 2014 alla presenza della Sarajevo Philharmonic Orchestra e del violoncellista Vedran Smailović.

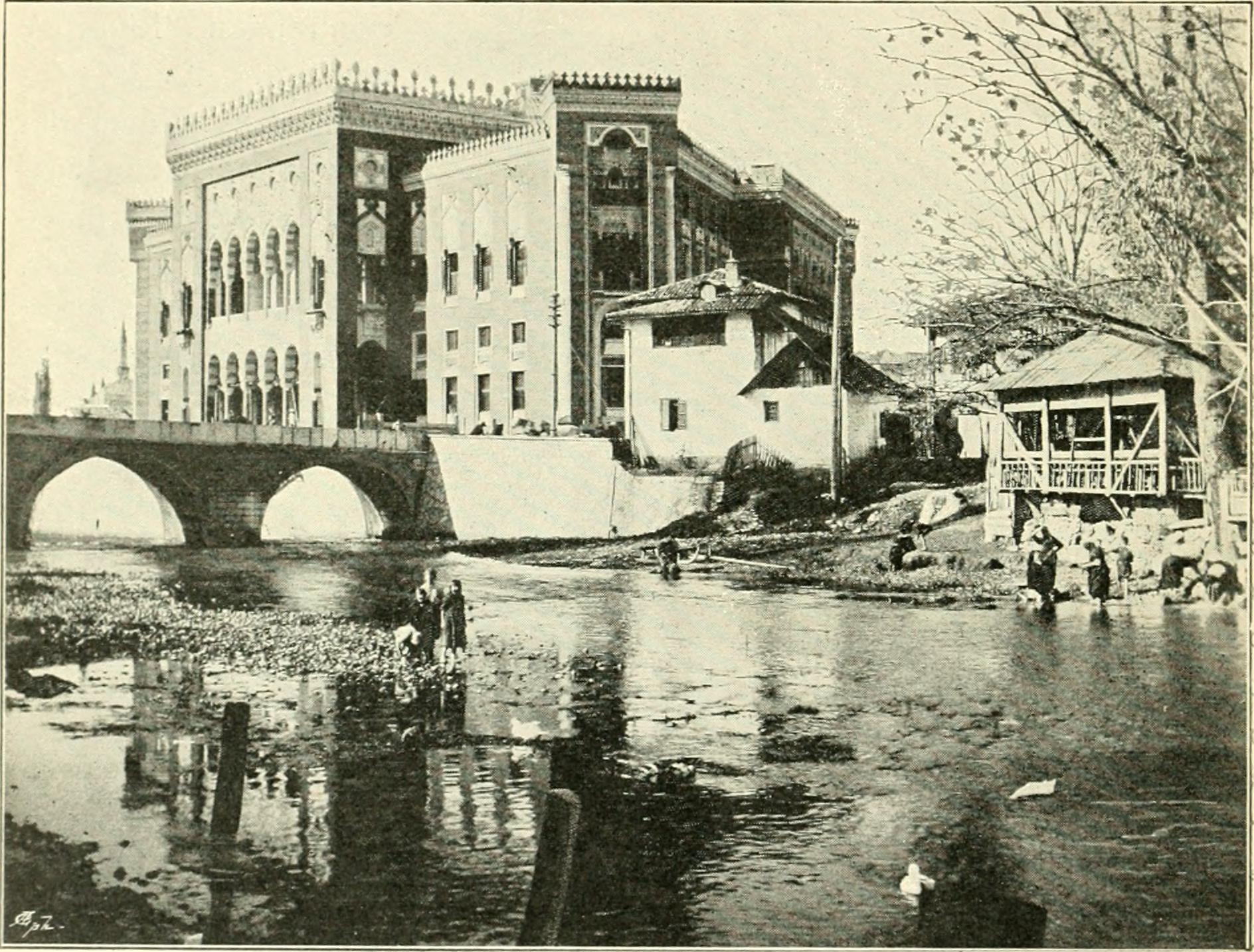
Vijećnica nel 1897
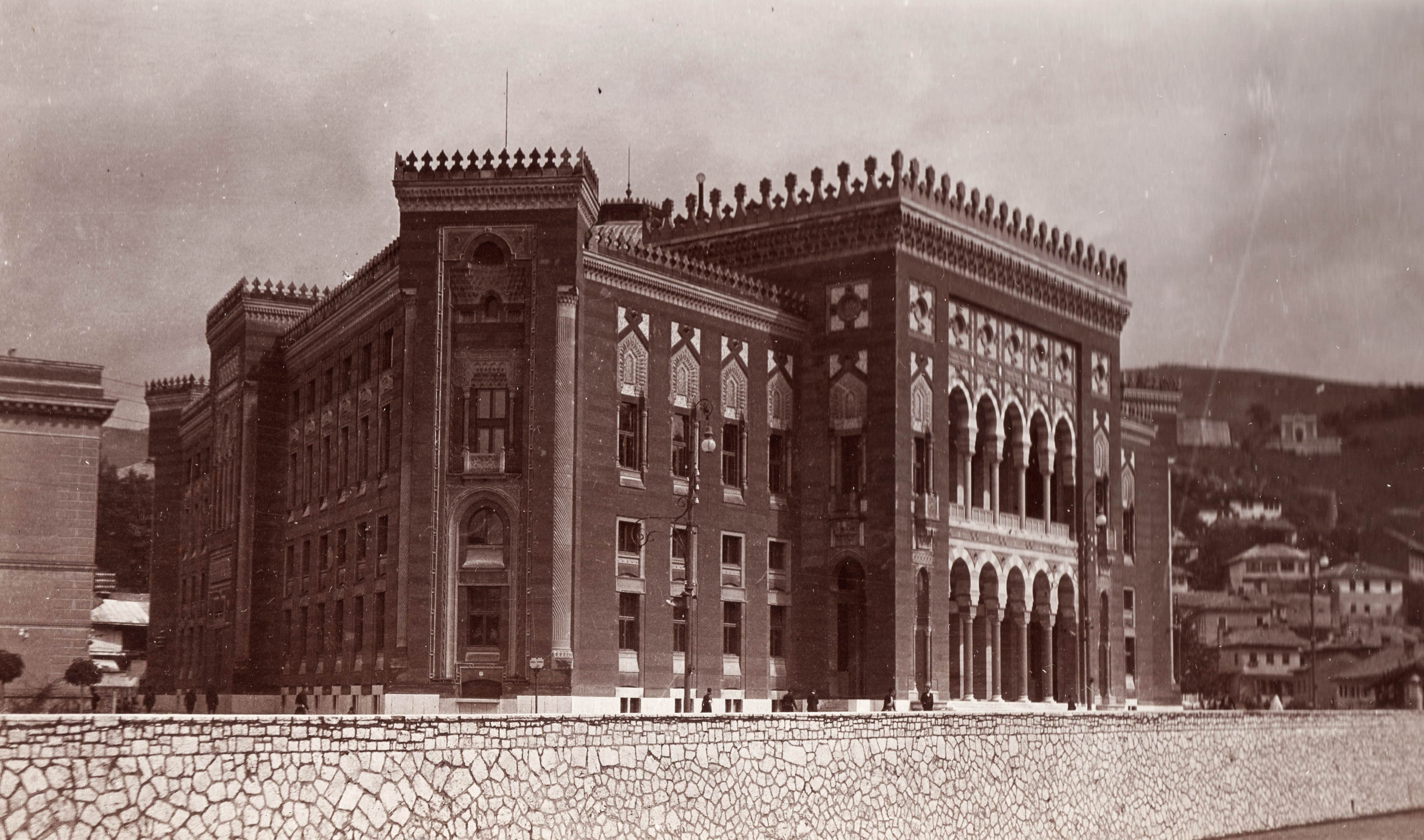
Vijećnica nel 1903
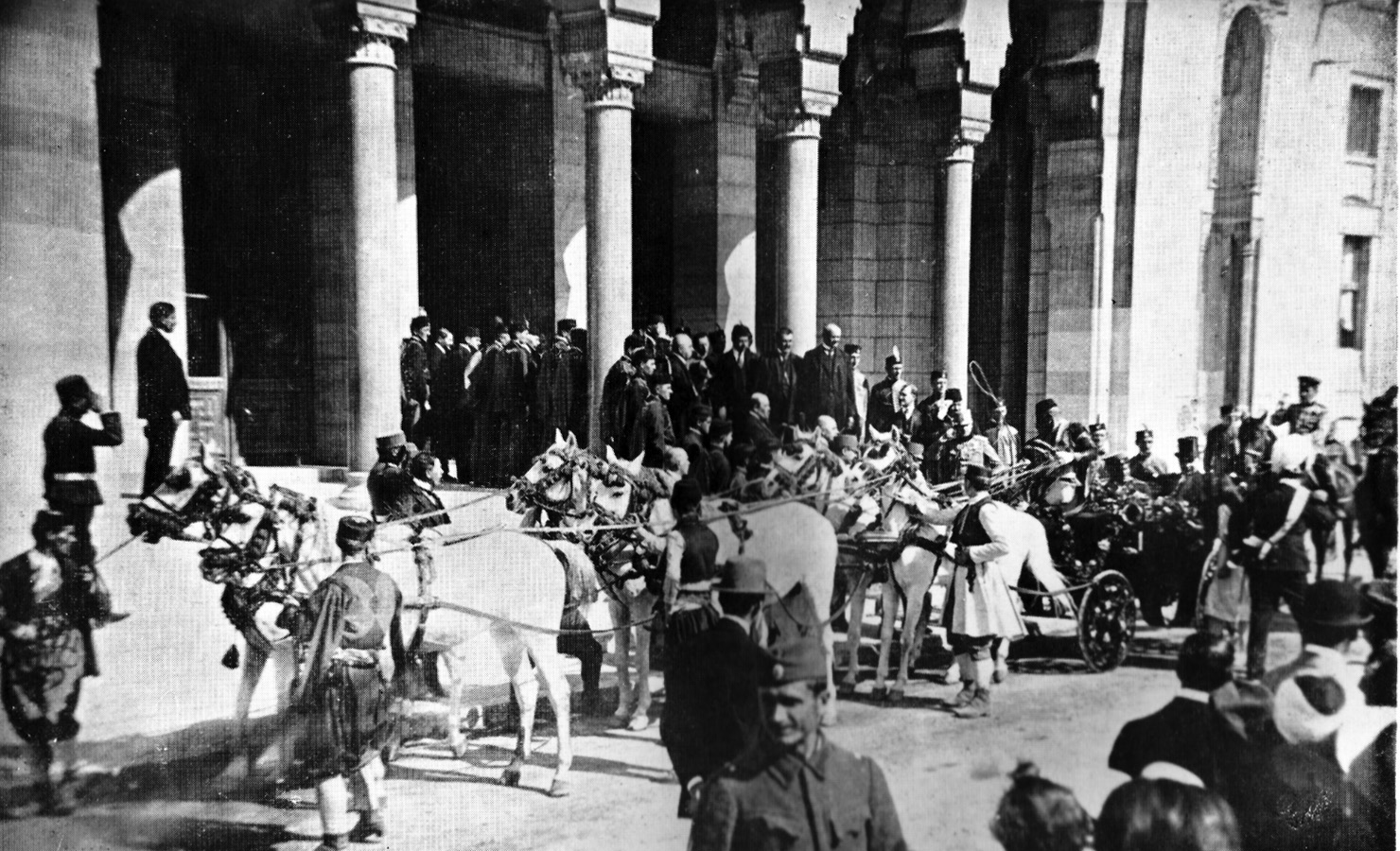
Visita di Re Alessandro I, 1920
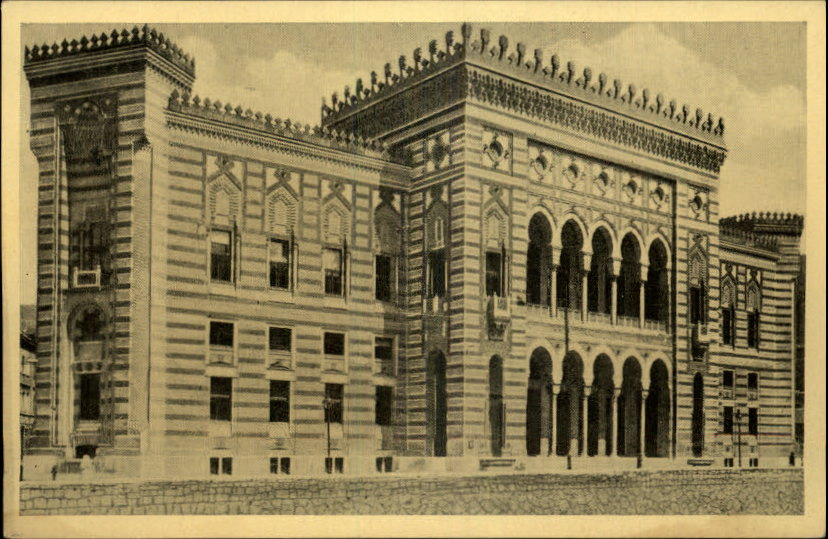
Vijećnica nel 1941
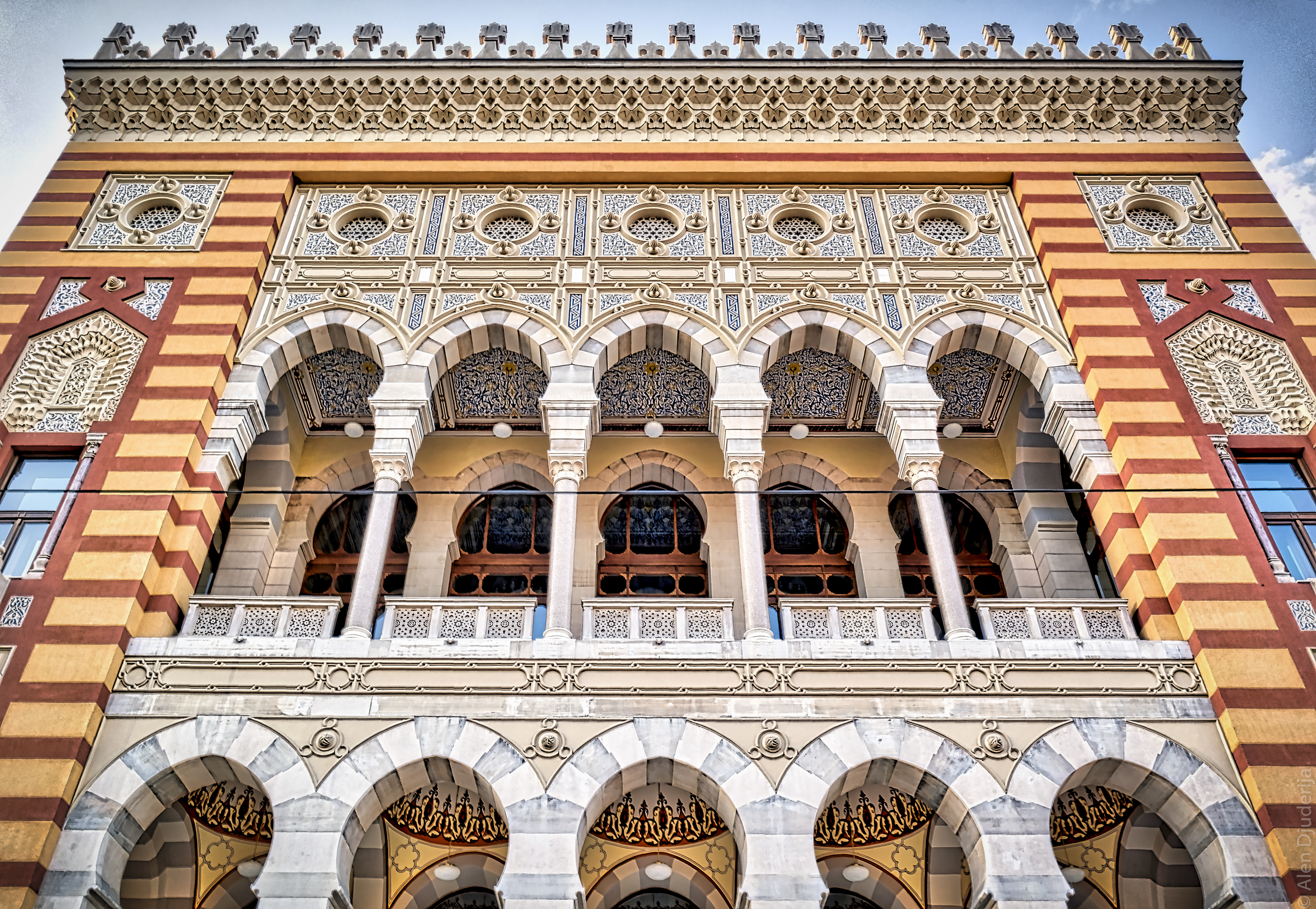
Particolare della facciata